# Iglesia de Santa María (Sigüenza)
La iglesia de Santa María es un edificio de la localidad española de Sigüenza, en la provincia de Guadalajara.

## Descripción
Situada en Sigüenza, la iglesia cuenta con tres naves y está ubicada en la parte baja de la localidad. Fue construida entre los siglos XVIII y XIX. En ella se encontrarían enterrados una parte de los restos de Manuel Fraile, obispo de Sigüenza y patriarca de las Indias. El inmueble aparece descrito en el decimocuarto volumen del Diccionario geográfico-estadístico-histórico de España y sus posesiones de Ultramar de Pascual Madoz de la siguiente manera:

La de Sta. Maria, sit. en la parte baja, es un edificio de tres naves en el que se hallan sepultados parte de los restos mortales del Sr. ob. de la dióc. patriarca de las Indias, D. Manuel Martinez Fraile; su curato es de térm. y ademas del cura tiene para su servicio un teniente y un sacristan, nombrados ambos por aquel.
(Madoz, 1849, p. 390)